# Andy Ellis

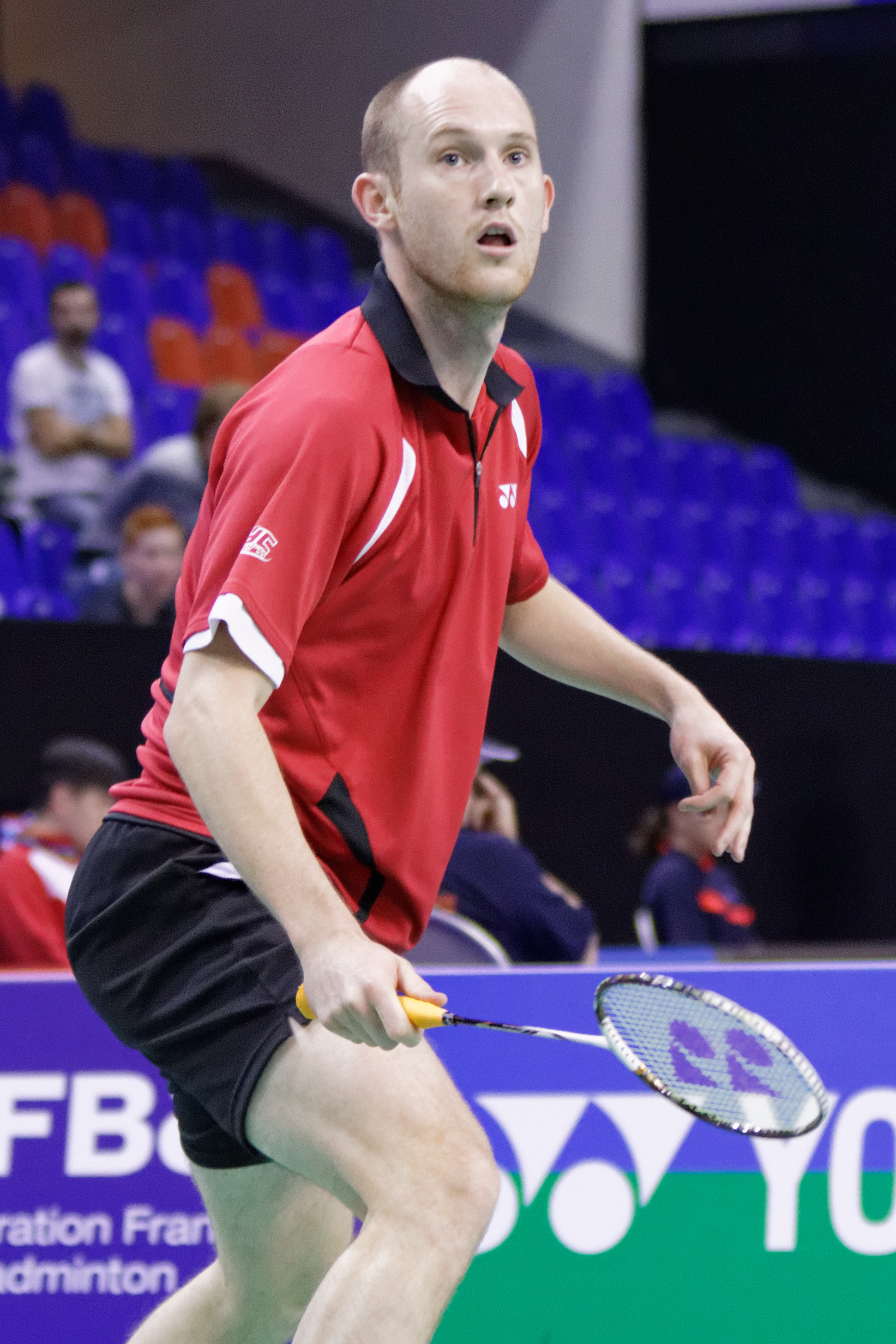
Andy Ellis, French Super Series 2013.

Andrew „Andy“ Ellis (* 21. Januar 1987 in Leeds) ist ein britischer Badmintonspieler.

## Karriere
Andrew Ellis gewann schon als Junior die Welsh International. 2008 siegte er bei den Scottish Open, Irish Open und dem Volant d’Or de Toulouse. 2011 wurde er englischer Vizemeister. 2011 nahm er ebenfalls an der Badminton-Weltmeisterschaft teil.

## Sportliche Erfolge
| Saison | Veranstaltung                             | Disziplin    | Platz | Name                             |
| ------ | ----------------------------------------- | ------------ | ----- | -------------------------------- |
| 2005   | Welsh International                       | Herrendoppel | 1     | Andrew Ellis / Dean George       |
| 2006   | England: Einzelmeisterschaft der Junioren | Herreneinzel | 1     | Andrew Ellis                     |
| 2006   | England: Einzelmeisterschaft der Junioren | Herrendoppel | 1     | Andrew Ellis / Dean George       |
| 2008   | Scottish Open                             | Herrendoppel | 1     | Richard Eidestedt / Andrew Ellis |
| 2008   | Volant d’Or de Toulouse                   | Herrendoppel | 1     | Richard Eidestedt / Andrew Ellis |
| 2008   | Irish Open                                | Herrendoppel | 1     | Richard Eidestedt / Andrew Ellis |